# Joma
Joma es una empresa española de ropa deportiva cuya sede central está ubicada en el municipio de Portillo de Toledo, en la Provincia de Toledo.

## Historia
Joma fue fundada en 1965 como Fructuoso López, Sociedad Anónima por Fructuoso López y tomó la denominación de Joma, acrónimo de José Manuel, nombre del primer hijo de Fructuoso, nacido en 1969.
Comenzó fabricando y distribuyendo calzado y ropa deportiva. A partir de 1968, la marca decidió concentrarse en el sector del calzado deportivo y de tiempo libre. Tras unos años de éxito, Joma se especializó en el fútbol, y en 1992, 1994 y 1998 fue líder en ventas de fútbol del mercado español. En la década de 1990, fue la primera marca en lanzar botas de colores, en un momento en el que predominaba el color negro para las equipaciones de botas. Bajo la campaña publicitaria "El color en el fútbol" y de la mano de las botas blancas de Alfonso Pérez y las botas rojas de Fernando Morientes, Joma se consagró en el mercado con un concepto de producto que después entendieron e hicieron suyo el resto de las marcas a nivel mundial. Posteriormente, empezó a fabricar equipos que se utilizan en fútbol, división que adquirió un importante porcentaje dentro del volumen de negocio de la marca. Así, en 2012, es considerada la tercera marca con mejor imagen en España después de Nike y Adidas del sector deportes, la cuarta marca en el sector de calzado y la quinta marca minorista más rentable.
Actualmente, su actividad principal es la fabricación y comercialización de calzado y textil deportivo, especializada en productos técnicos para el fútbol, atletismo, fútbol sala, tenis y Pádel. En Portillo de Toledo cuenta con unos 15.000 m² de nave y otros 70.000 m² anexos.
En la década de los 90, Joma comenzó un proceso de internacionalización creando filiales propias fuera de España hasta completar la situación actual en Estados Unidos, Brasil, México, Panamá, Hong Kong, Italia, Alemania y en Reino Unido, y una red de distribución que la hace estar presente en más de 120 países de los cinco continentes. 
En 2013, Joma Sport entra a formar parte del Foro de Marcas Renombradas Españolas para reforzar la imagen de las marcas de España fuera del país, junto a las principales empresas españolas de diferentes sectores.
El 28 de abril de 2015, Joma firma un acuerdo con el Comité Olímpico Español (COE), por medio del cual se convierte en patrocinadora oficial y suministradora de la ropa deportiva que llevarán los atletas del equipo español para los Juegos Olímpicos de Río de Janeiro 2016, Pyeongchang 2018 y Tokio 2020, así como los Juegos Europeos de Bakú 2015. Además, en los Juegos Olímpicos de Río de Janeiro 2016 la marca tiene acuerdos de patrocinios con otros Comités Olímpicos como los de Portugal, México, Marruecos o Bielorrusia, por lo que viste al 10% de los deportistas alojados en la Villa Olímpica. A nivel de Federaciones Nacionales de distintas disciplinas Joma firma acuerdos con la Real Federación Española de Atletismo (en 2009), la Federación Española de Balonmano, Ciclismo, Rugby o Kárate entre otras.
Los Juegos de 2016 supusieron el lanzamiento definitivo de Joma al patrocinio deportivo mundial, convirtiéndose en una de las marcas top ten internacionales. Joma patrocinó a más de 300 equipos de todo el mundo, como el TSG Hoffenheim, el RSC Anderlecht, el Atalanta BC, el Torino FC, el Villarreal CF, el Movistar Inter y el Cruz Azul, entre otros. Una expansión que alcanza solo en el fútbol profesional español a los cinco equipos en la temporada 2022-2023: Villarreal CF, Villarreal CF B, Getafe CF, SD Eibar y CD Leganés.Desde el año 2023 y la salida de Nike de Rusia, Joma adquirió el patrocinio del FC Zenit de San Petersburgo, país en el que mantiene muy buena tasa de mercado y valoraciones generales.
En 2018, la empresa consigue el reconocimiento nacional a su trabajo con la visita del rey de España, Felipe VI.

## Campañas publicitarias
- 1992: Joma lanza "El color en el fútbol", donde introduce por primera vez botas de fútbol de colores en el mercado mundial
- 2011: Campaña publicitaria de Pepe Reina en Joma, temporada de primavera-verano de 2011.
- 2016: Campaña en televisión Entrena Tu Libertad